# Callopistria mexicana
Callopistria mexicana là một loài bướm đêm trong họ Noctuidae.